# Ergys Kaçe
Ergys Kaçe, född den 3 juli 1993 i Korça i Albanien, är en albansk fotbollsspelare (mittfältare) som spelar för FK Panevėžys. Han började sin karriär som ungdomsspelare i PAOK FC.

## Klubbkarriär
Kaçe föddes i Korça i södra Albanien, men flyttade till Grekland vid tre års ålder. Han började som junior i Achilleas Triandrias varifrån han senare förflyttades till PAOK. Han signerade sitt första proffskontrakt i december 2010 och har sedan dess spelat för klubben. Han har bland annat slutat tvåa i grekiska superligan vid två tillfällen (2012/13 och 2013/14). 
Den 3 oktober 2020 värvades Kaçe av Aris, där han skrev på ett tvåårskontrakt.

## Landslagskarriär
2013 kallades Kaçe för första gången upp till Albaniens herrlandslag i fotboll av tränaren Gianni De Biasi. Han har sedan dess blivit en nyckelspelare i det albanska landslaget.